# La torna
La torna es una pieza teatral de Albert Boadella y la compañía teatral española Els Joglars estrenada en 1977. Pasó a la historia española por haber sido causa, en plena Transición, de un consejo de guerra dictado contra los componentes de la compañía, que provocó un movimiento de repulsa tanto en España como en algunos países democráticos en favor de la libertad de expresión.

## Historia
La obra recrea los últimos días de la vida de un delincuente, Heinz Chez, (cuyo nombre real era Georg Michael Welzel) y su ejecución a garrote vil. A partir de los pocos datos que se tenían sobre este hombre y su proceso, se construyó una farsa en la que todos los personajes actuaban con caretas a excepción de propio Chez, víctima y testigo de todo el montaje que se creó a su alrededor. Heinz Chez fue ajusticiado el mismo 2 de marzo de 1974 que Salvador Puig Antich en un esfuerzo por parte del gobierno franquista para restar relevancia política a la ejecución de aquel. Chez era presentado pues, como la "torna", el "redondeo" de Puig Antich.
La torna, se estrenó en el teatro Argensola de Barbastro (Huesca) el 7 de noviembre de 1977. El 2 de diciembre, dos días después de estrenarse en el Teatro Bartrina de Reus (Tarragona), y tras sólo cuarenta representaciones, el capitán general de Cataluña prohibió la representación y el director, Albert Boadella, fue detenido y encarcelado. Se inició un consejo de guerra contra varios miembros de la compañía. Boadella, trasladado a un hospital del que luego se escapó, no sería formalmente exculpado hasta febrero de 1981.

## Censura teatral
En España, en los años 70 la muerte de Franco y la llegada de la democracia por sí misma no levantaron la censura que sobre el teatro había impuesto la precedente dictadura. Durante esta época hubo un movimiento teatral muy comprometido políticamente, que se llamó "teatro independiente", de renovada estética y uso del texto, que se convirtió en muy popular. Así, cuando en 1977 la compañía Els Joglars estrenó La Torna, unos miembros de Els Joglars fueron encarcelados. Este hecho dio pie a una campaña sobre la libertad de expresión que finalizó con el fin de la censura teatral. Al acabar la censura finalizó también la militancia política de estos grupos, la mayoría de los cuales desapareció.

## La torna de la torna
Años más tarde, seis actores de la obra, entre ellos Ferran Rañé y Arnau Vilardebó, demandaron a Boadella defendiendo que La torna era una creación colectiva que fue tomando cuerpo en los ensayos con la participación de todos los actores. En 2006 los tribunales sentenciaron a favor de Boadella, que entretanto había puesto en escena un nuevo montaje de la obra titulado La torna de la torna (un juego de palabras que significaría algo así como El retorno de la torna), que se estrenó en Reus el 25 de junio de 2005. En el nuevo montaje, la obra original es contextualizada mediante un grupo de viejos militares, los mismos implicados en el caso, residentes en un geriátrico, a los que, en sueños, se les aparecen escenas del montaje original de La torna.